# Jodel Dossou
Jodel Dossou (Dassa-Zoumé, 17 de marzo de 1992) es un futbolista de Benín que juega en la posición de centrocampista para el F. C. Victoria Rosport de la División Nacional de Luxemburgo.

## Selección nacional
Debutó con Benín en 2011 y su primer gol internacional lo anotó el 27 de marzo de 2016 en la victoria por 4-1 sobre Sudán del Sur en Cotonú por la clasificación para la Copa Africana de Naciones de 2017. Su primera aparición en una competición internacional fue en la Copa Africana de Naciones 2019.

## Clubes
| Club                       | País          | Año       |
| -------------------------- | ------------- | --------- |
| CIFAS de Djeffa            | Benín         | 2008-2010 |
| Requins de l'Atlantique FC | Benín         | 2010-2011 |
| Tonnerre d'Abomey FC       | Benín         | 2011-2013 |
| Club Africain              | Túnez         | 2013-2014 |
| Red Bull Salzburgo         | Austria       | 2014      |
| F. C. Liefering            | Austria       | 2014      |
| SC Austria Lustenau        | Austria       | 2015-2018 |
| F. C. Vaduz                | Liechtenstein | 2018-2019 |
| TSV Hartberg               | Austria       | 2019-2020 |
| Clermont Foot              | Francia       | 2020-2023 |
| F. C. Sochaux-Montbéliard  | Francia       | 2023-2024 |
| S. C. Toulon               | Francia       | 2024-2025 |
| F. C. Victoria Rosport     | Luxemburgo    | 2025-     |

## Palmarés

### Títulos nacionales
| Título                | Club               | País          | Año     |
| --------------------- | ------------------ | ------------- | ------- |
| Bundesliga            | Red Bull Salzburgo | Austria       | 2013-14 |
| Copa de Liechtenstein | F. C. Vaduz        | Liechtenstein | 2018-19 |